# Sporadi

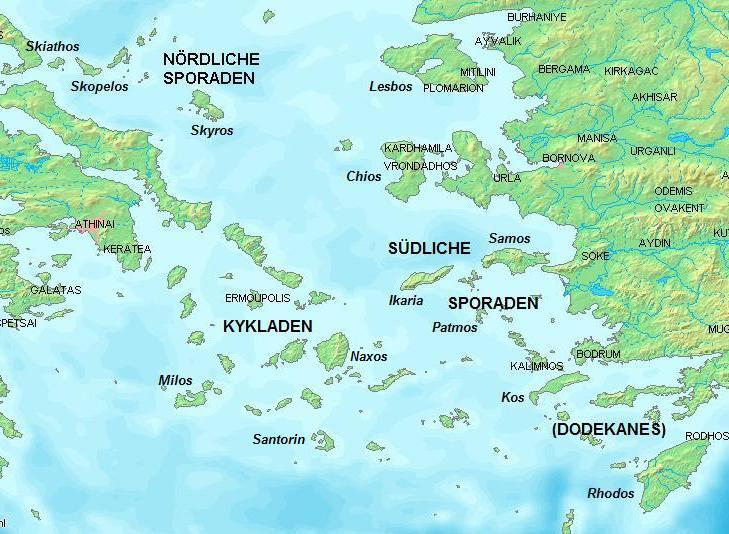
Carta del mar Egeo con le Sporadi Settentrionali e Meridionali.

Con il toponimo Sporadi sono indicati alcuni arcipelaghi del Mar Egeo.

## Toponimo
Nell'antica Grecia il nome Sporadi (che significa "sparse") venne coniato per designare collettivamente le isole del Mar Egeo non appartenenti all'arcipelago delle Cicladi, che sembrano disporsi in forma circolare attorno all'isola di Delo. 
L'origine del nome giustifica il fatto che il toponimo indichi diversi arcipelaghi, eterogenei per collocazione geografica. I principali arcipelaghi egei che portano il nome di Sporadi sono:
- Sporadi settentrionali, comprendente  Alonneso, Sciro, Sciato e Scopelo, le quali formano l'unità periferica delle Sporadi e sono considerate le isole Sporadi in senso stretto;
- Sporadi meridionali, comprendente Icaria, Samo, le isole di Furni e il Dodecaneso;
- Sporadi orientali, comprendente le isole situate tra la Tracia e l'Anatolia e suddivise in traciche e anatoliche;
- Sporadi occidentali, note anche con il nome di Isole Saroniche, in quanto situate all'interno del Golfo Saronico.

## Altri significati
Oltre alle suddette isole della Grecia, nel corso dei secoli altri arcipelaghi situati fuori dal Mar Mediterraneo sono stati battezzati con il nome di Sporadi. In particolare, esistono le Sporadi di Guinea, situate nell'Oceano Atlantico e suddivise tra gli stati africani della Guinea Equatoriale e di São Tomé e Príncipe, e le Sporadi Equatoriali, situate nell'Oceano Pacifico, che sono parte dello stato oceaniano di Kiribati.